# Bolitoglossa engelhardti
Bolitoglossa engelhardti es una especie de salamandras en la familia Plethodontidae.
Habita en el sudoeste de Guatemala y el sudeste de Chiapas (México).
Su hábitat natural son los montanos húmedos tropicales o subtropicales; es arborícola.
Está amenazada de extinción debido a la destrucción de su hábitat.